# 윤영빈
윤영빈(尹寧彬)은 대한민국 우주항공청의 초대 청장이다.

## 경력
윤영빈은 대한민국 우주항공청의 1996년부터 서울대학교 항공우주학과 교수로 재직하였다. 액체로켓·가스터빈 엔진 등의 연구를 40여 년간 수행하였으며, 나로호 개발, 한국형 발사체 개발, 달 탐사 1단계 사업 등에 참여하였다. 또한, 서울대 항공우주신기술연구소장, 차세대 우주추진연구센터 센터장을 역임한 이력이 있다. 성태윤 대통령 정책실장은 윤영빈을 "우주 추진체 분야의 우리나라 대표 연구자"로 소개하였다.
- 1994년: 캘리포니아 대학교 데이비스캠퍼스 연구원
- 1996년: 서울대학교 항공우주공학과 전임강사
- 1998년: 서울대학교 항공우주공학과 조교수
- 2002년: 서울대학교 기계항공공학부 교수
- 2024년: 우주항공청 초대 청장

### 우주항공청장 (2024년~)
2024년 12월 31일, 윤 청장은 2025년 신년사에서 우주항공 5대 강국을 목표로 내년(2025년)부터 본격적인 비상을 해야 한다고 밝혔다.